# Tropanisopodus
Tropanisopodus is een kevergeslacht uit de familie van de boktorren (Cerambycidae). De wetenschappelijke naam van het geslacht werd voor het eerst geldig gepubliceerd in 1960 door Tippmann.

## Soorten
Tropanisopodus omvat de volgende soorten:
- Tropanisopodus andinus Tippmann, 1960
- Tropanisopodus tachira Monné M. L. & Monné M. A., 2007